# 香港中華游樂會全港網球公開賽
香港中華游樂會全港網球公開賽(英語：CRC Open)是一項由香港中華游樂會舉辦的香港網球公開賽事。

## 歷史
香港中華游樂會早於1948年舉辦首屆公開硬地網球錦標賽。當年為表揚本地網球名宿、首名華人獲得香港單打冠軍的吳仕光積極培訓後晉，比賽特別設立「吳仕光杯」，並頒予每屆的男子單打冠軍。千禧年代初，網球錦標賽正式改名為香港中華游樂會全港網球公開賽(CRC OPEN)。自2001年起，中國香港網球總會設立認可賽事計分制，該賽事一直被列為香港認可三大計分賽之一。

## 外部連結
- 官方网站 （页面存档备份，存于）
- 香港中華游樂會全港網球公開賽的Facebook專頁 （页面存档备份，存于）
- 香港中華游樂會全港網球公開賽的Instagram帳戶
- YouTube上的香港中華游樂會全港網球公開賽頻道 （页面存档备份，存于）